# Faida di Motticella
La faida di Motticella è una faida di 'ndrangheta intercorsa in seno alla 'ndrina dei Speranza-Palamara-Morabito tra cui anche i Morabito detti "i ramati" e i Palamara detti a loro volta "i ramati" e alla 'ndrina dei Mollica-Morabito-Palamara-Scriva (Morabito detti larè e i Palamara detti i "bruciati") che si svolse a Motticella, frazione di Bruzzano Zeffirio e ad Africo nel 1985 per contese sulla gestione del sequestro di persona della farmacista Concettina Infantino. 
Un clan avrebbe incassato del denaro senza riferirlo all'altro clan, a cui si aggiunse il mancato pagamento della cosca che aveva dato la disponibilità del terreno ove era stato ricavato il rifugio.
Si conclude nel 1990 con 50 morti tra cui per la prima volta, per l'area di Africo, l'assassinio di una donna, nonché l'intervento di Giuseppe Morabito e Antonio Pelle per riprendere nel 2005 fino al 2007.
Solo nel 1997 e nel 1998 con le operazioni Tuareg e Tuareg 2 si verrà a conoscenza di tutte le dinamiche intercorse nella faida.

## Fazioni
Da un lato:
- Speranza di Motticella
- Morabito detti "ramati" di Africo
- Palamara detti "ramati" di Africo
- Rodà di Bruzzano Zeffirio
- Scriva

e dall'altro:
- Mollica di Motticella
- Morabito detti "larè" di Africo
- Palamara detti i "bruciati" di Africo

## Eventi
Questa lista è suscettibile di variazioni e potrebbe essere incompleta o non aggiornata.

- Il 31 gennaio 1985 viene ucciso il capobastone Pietro Scriva degli Scriva-Mollica[1].
- Il 26 luglio 1985 viene ucciso Giuseppe Scriva[1].
- Il 31 agosto 1985 muore Gabriele Spataro vicino ai Palamara-Scriva[1].
- Il 25 dicembre 1985 muore Francesco Scriva[1].
- Il 3 maggio 1986 vengono uccisi Pietro Pezzimenti e Fortunata Pezzimenti vicini ai Palamara-Scriva. Lei è stata la prima donna uccisa dalla 'ndrangheta nell'area di Africo[1].
- Il 15 luglio 1986 viene ucciso Paolo Battiglia, cugino di Pietro Scriva[1].
- Il 2 ottobre 1986 viene ucciso il capobastone Antonio Mollica e Giuseppe Vottari[1].
- Il 6 novembre 1986 muore Gioacchino Mollica[1].
- Il 2 dicembre 1986 muore Giovanni Ieria vicino ai Mollica-Morabito[1].
- Il 19 aprile 1987 nella strage di Pasqua viene ucciso Antonio Morabito[9][1].
- Il 14 maggio 1987 vengono uccisi Domenico Morabito e suo figlio Antonino, cognato e nipote di Andrea Palamara (Speranza-Palamara-Scriva)[1].
- Il 31 luglio 1987 viene ucciso Raimondo Modafferi vicino agli Scriva[10][1].
- Il 21 agosto 1987 viene ucciso Santo Palamara nipote di Salvatore Morabito dei Mollica-Morabito (i bruciati)[1].
- Il 22 agosto 1987 muore Angelo Bello che favoriva la latitanza di Saverio e Antonio Mollica[1].
- Il 2 ottobre 1987 vengono uccisi Antonio Stelitano e Domenico Zappia[1].
- Il 28 ottobre 1987 muore Giuseppe Zappia vicino ai Mollica[1].
- Il 22 febbraio 1988 viene ucciso a Brancaleone Vincenzo Speranza, elemento apicale della omonima 'ndrina che opera a Brancaleone[11][1].
- Il 12 maggio 1988 muore Leo Mollica[12].
- Il 28 settembre 1988 viene ucciso Vincenzo Monoriti (Speranza-Scriva-Palamara)[13][1].
- Il 2 ottobre 1988 muore Bonaventura Mollica[1].
- Il 5 ottobre 1988 viene ucciso Antonio Alvaro dei Brancatisano vicina agli Scriva[14][1].
- Il 6 ottobre 1988 viene ucciso Francesco Speranza (1930) zio di Vincenzo Speranza[1].
- Il 15 novembre 1988 viene ucciso Leo Scriva[1].
- Il 6 marzo 1989 viene ucciso Paolo Talia (Mollica-Morabito)[1].
- Il 21 marzo 1989 viene ucciso Ferdinando Martino ed ex sindaco di Bruzzano per essersi rifiutato di macellare i bovini dei Mollica[1].
- Il 21 maggio 1989, davanti alla caserma dei Carabinieri di Bruzzano Zeffirio, viene ucciso Antonio Gullace[15].
- Il 22 luglio 1989 viene ucciso Stefano Nocera (Speranza-Scriva-Palamara)[1].
- Il 30 novembre 1989 viene ucciso Leo Morabito dei Morabito detti Larè[1][16].
- Il 30 dicembre 1989 tentata strage nei confronti di Natale Palamara e a membri dei Mollica-Morabito[17][1].
- Il 25 gennaio 1990 viene ucciso Vincenzo Romeo vicino agli Scriva[1].
- Il 2 maggio 1990 viene ucciso Antonio Stelitano (Mollica-Morabito)[18][1].
- Il 4 settembre 1990 viene ucciso Giuseppe Bello (Mollica-Palamara)[1].
- L'8 luglio 1992 viene ucciso Domenico e Giovanni Palamara[1].
- Il 30 maggio 1996 viene ucciso Natale Palamara (Mollica-Morabito)[1].